# Andreas Albrecht (cosmólogo)
Andreas J. Albrecht (Ithaca, 1957) es un físico teórico, cosmólogo y educador estadounidense. Se desempeña como profesor y presidente del departamento de física de la Universidad de California en Davis. Es uno de los fundadores de la cosmología inflacionaria y estudia la formación del universo primitivo, la estructura cósmica y la energía oscura.

## Biografía
Se graduó en 1979 en la Universidad Cornell y obtuvo un doctorado en cosmología en 1983 en la Universidad de Pensilvania. Su director de tesis fue Paul Steinhardt.
Posteriormente realizó investigaciones postdoctorales en la Universidad de Texas en Austin y en el Laboratorio Nacional de Los Álamos. Posteriormente, trabajó en Fermilab de 1987 a 1992 y enseñó en el Imperial College de Londres de 1992 a 1998. Es miembro de la Sociedad Estadounidense de Física y el Institute of Physics (UK).

## Investigación
Junto con su asesor de tesis, desarrolló la Nueva Inflación, resolviendo el problema de colisión de burbujas del modelo de inflación original de Alan Guth. Posteriormente, estudió los efectos observables de los defectos topológicos cósmicos, contribuyendo a descartar las cuerdas cósmicas como mecanismo dominante para la formación de estructuras.
Junto con João Magueijo, propuso de forma independiente un modelo cosmológico de velocidad variable de la luz que postula que la velocidad de la luz en el universo primitivo era un billón de veces más rápida para explicar el problema del horizonte de la cosmología
En el siglo XXI, trabajó en la mecánica cuántica, así como en la probabilidad y la teoría cuántica.

## Otras lecturas
- James Glanz (15 de febrero de 2000). «Theorist Ponder a Cosmic Boost From Far, Far Away». New York Times.